# Poecilosomella tincta
Poecilosomella tincta är en tvåvingeart som först beskrevs av Vanschuytbroeck 1950.  Poecilosomella tincta ingår i släktet Poecilosomella och familjen hoppflugor.
Artens utbredningsområde är Kongo. Inga underarter finns listade i Catalogue of Life.